# Odontomachus coquereli
Odontomachus coquereli är en myrart som beskrevs av Julius Roger 1861. Odontomachus coquereli ingår i släktet Odontomachus och familjen myror. Inga underarter finns listade i Catalogue of Life.

## Bildgalleri

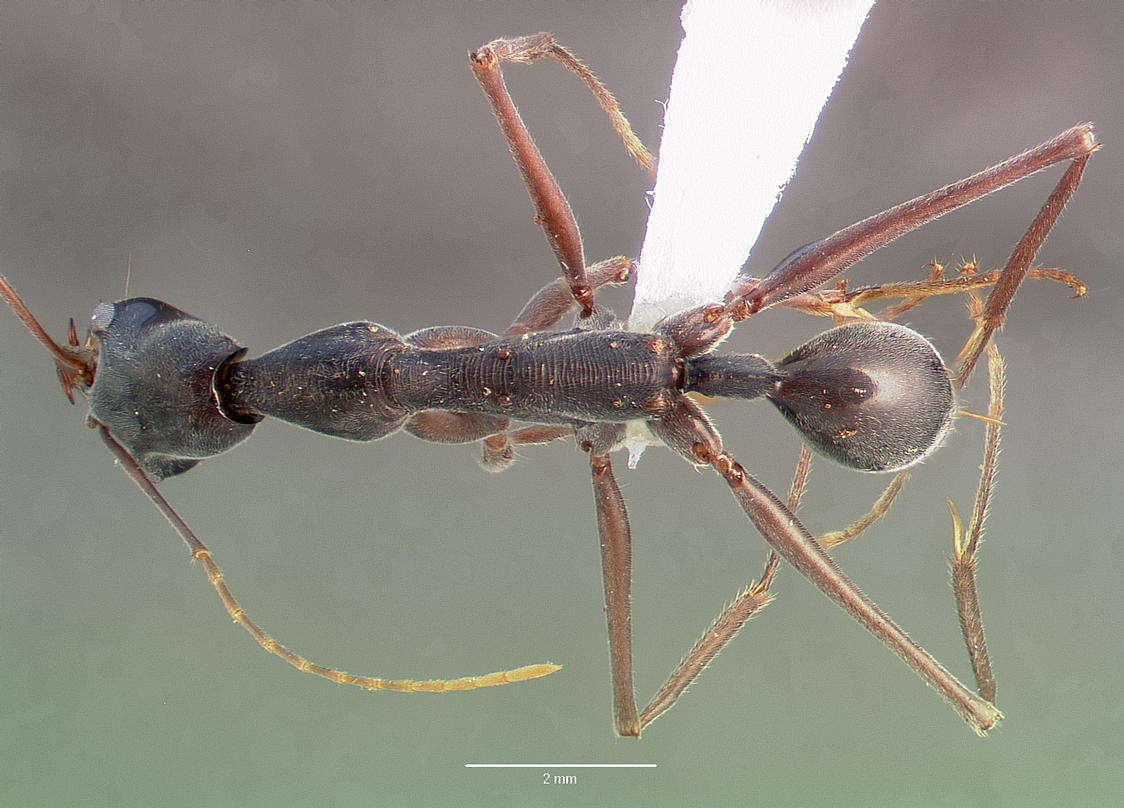
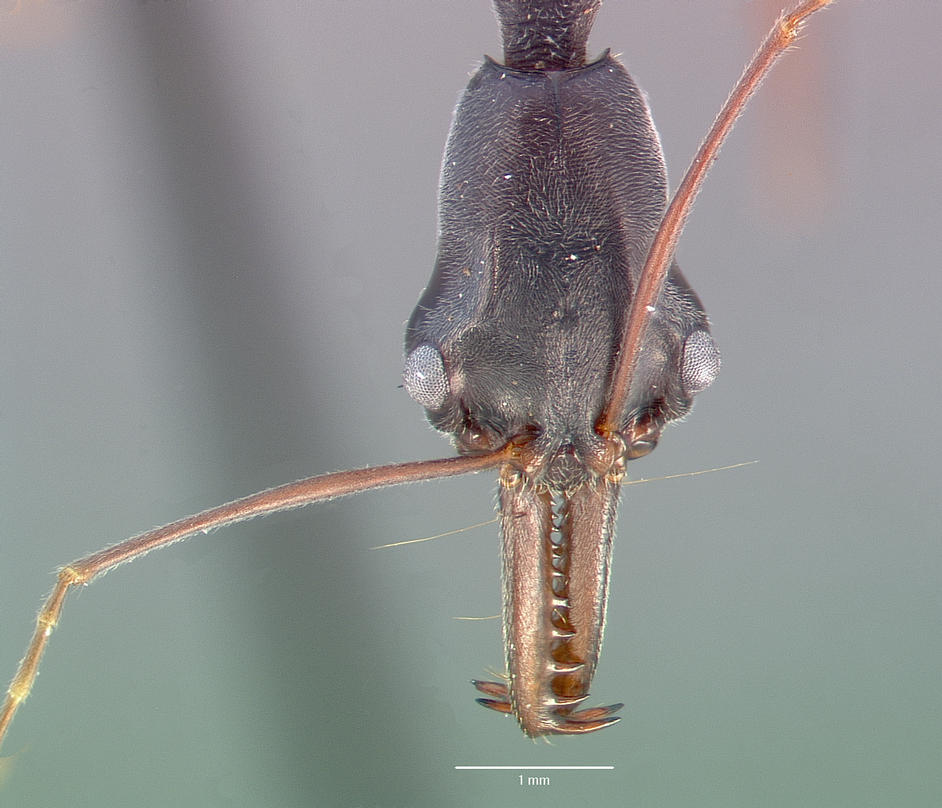
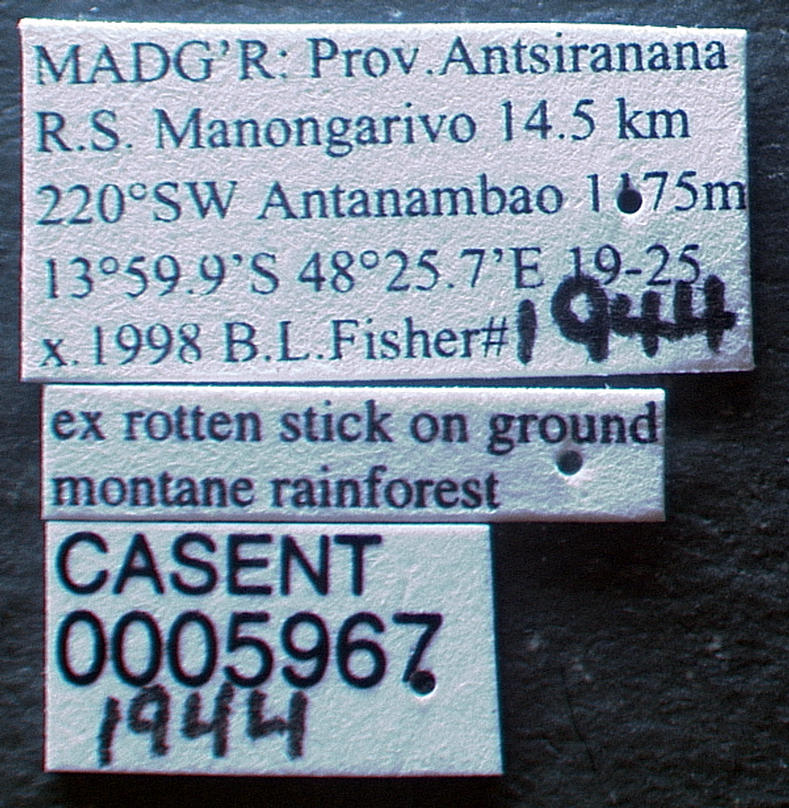
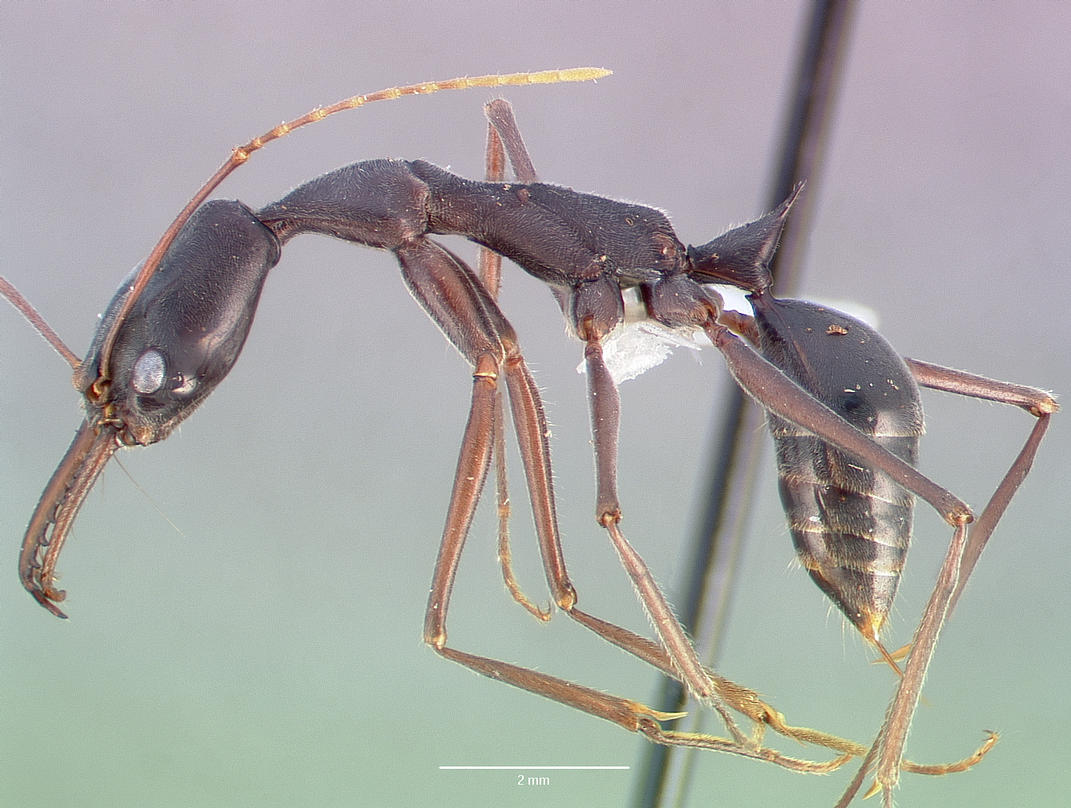
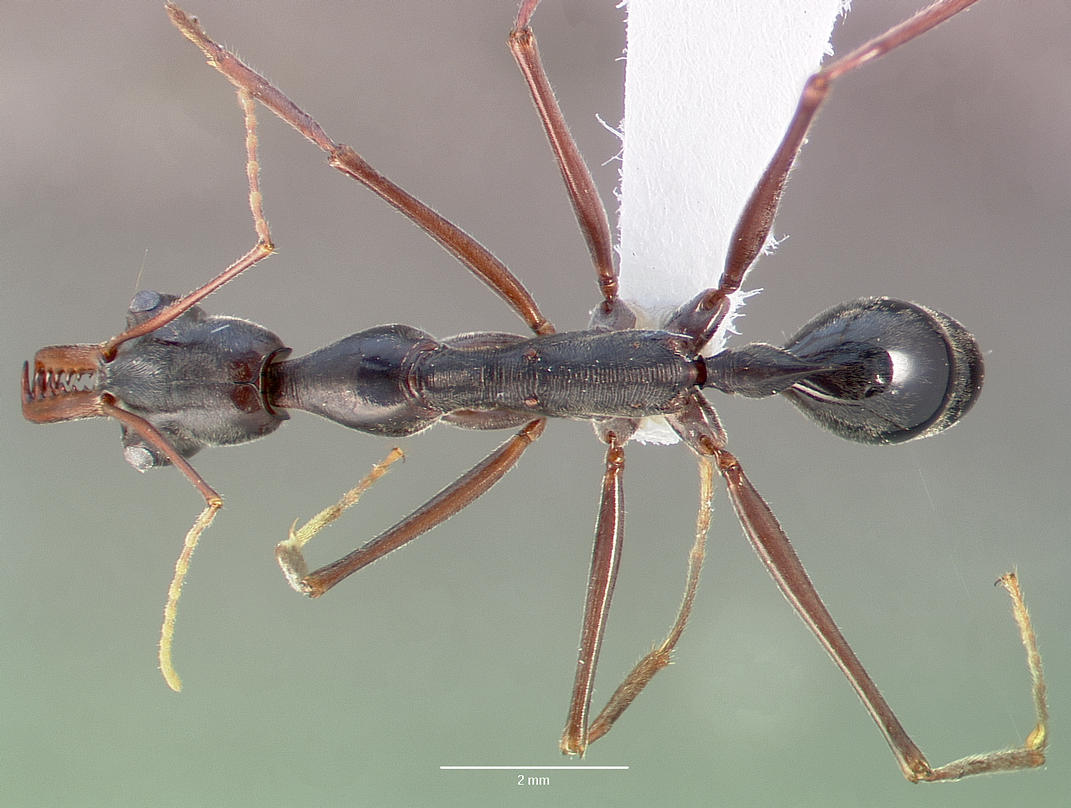
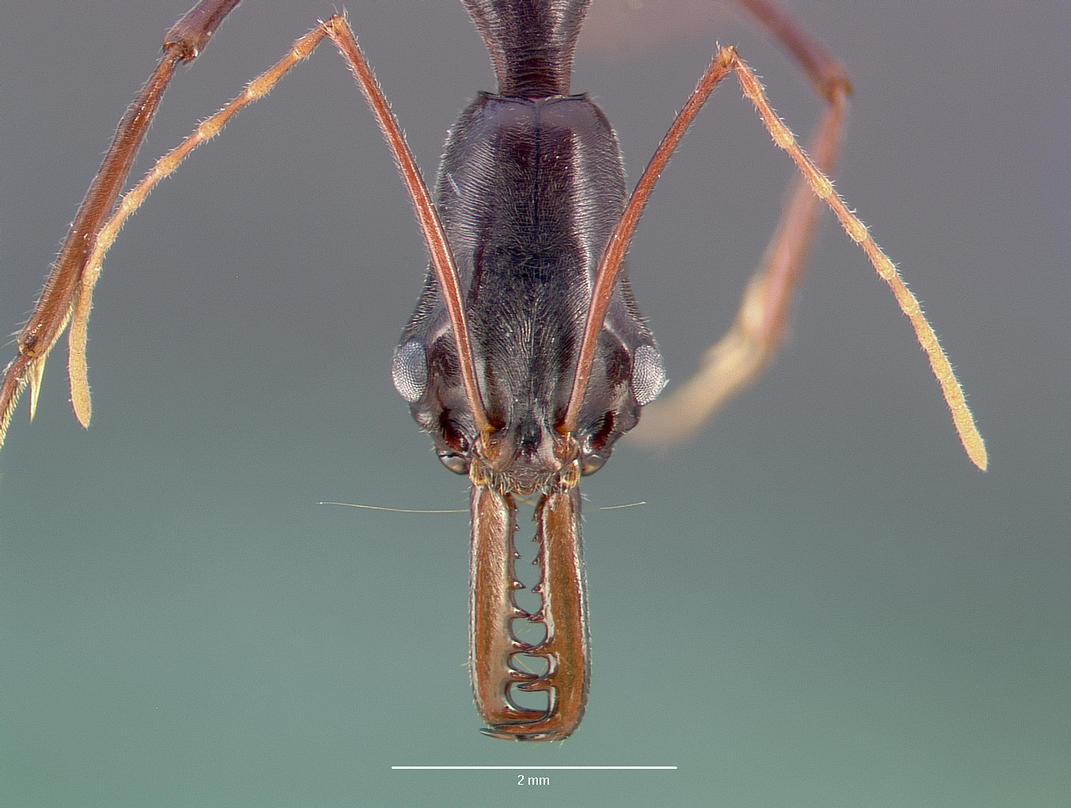